# Color Me Badd
I Color Me Badd sono un gruppo musicale R&B statunitense originario di Oklahoma City e attivo dal 1987. Il gruppo ha avuto successo col primo album C.M.B., pubblicato nel 1991 e contenente le hit I Wanna Sex You Up, I Adore Mi Amor e All 4 Love. il gruppo è apparso nell'episodio 26 della seconda stagione di Beverly Hills 90210.

## Formazione
Attuale
- Mark Calderon
- Kevin Thornton
- Martin Kember

Ex membri
- Bryan Abrams
- Sam Watters

## Discografia

### Album in studio
- C.M.B. (1991)
- Time and Chance (1993)
- Now & Forever (1996)
- Awakening (1998)

### Raccolte
- The Best of Color Me Badd (2000, raccolta)

### Remix
- Young, Gifted & Badd: The Remixes (1992, remix)

### Singoli
- I Wanna Sex You Up (1991)
- I Adore Mi Amor (1991)
- All 4 Love (1991)
- Color Me Badd (1991)
- Thinkin' Back (1992)
- Heartbreaker (1992)
- I Wanna Sex You Up (1992)
- Slow Motion (1992)
- Forever Love (1992)
- Time and Chance (1993)
- Choose (1994)
- In the Sunshine (1994)
- The Bells (1994)
- Let's Start with Forever (1994)
- The Earth, the Sun, the Rain (1996)
- Sexual Capacity (1996)
- Remember When (1998)